# Mario Kart 7
Mario Kart 7 (jap. マリオカート7 Mario Kāto Sebun) – konsolowa gra wyścigowa z serii Mario Kart, stworzona przez Nintendo EAD Group 1 we współpracy z Retro Studios i wydana w 2011 roku na konsolę Nintendo 3DS.

## Odbiór gry
Gra Mario Kart 7 osiągnęła komercyjny sukces i została sprzedana w 13,97 milionach sztuk (stan na 31 marca 2022), jest pierwszą grą na Nintendo 3DS pod względem sprzedanych egzemplarzy. Mario Kart 7 zdobył też pozytywne opinie krytyków, osiągając średnią ocen 85/100 w agregatorze Metacritic.